# رواق (منظمة)
مركز المعمار الشعبي الفلسطيني اختصارًا رواق، هي مؤسسة فلسطينية أهلية غير ربحية أنشئت في حزيران عام 1991، ومنذ تأسيسها كان وما زال الهدف الرئيسي للمركز حماية الممتلكات الثقافية والمعمارية والطبيعية في فلسطين. ومن منطلق قناعة راسخة بأهمية العمل الجماعي، فإن المركز يسعى دائمًا إلى التعاون والمشاركة مع مؤسسات محلية ودولية تعنى بحماية التراث الثقافي. تحمل المؤسسة تسمية رواق، وهي الممر في العمارة الإسلامية.
قام باحثو المركز بتجميع سجل مُفصل للمباني التاريخية في فلسطين. كثيرًا ما تتعرض المباني في هذا الموقع للتهديد من قبل الاحتلال الإسرائيلي والأعمال ضد السكان الفلسطينيين. على مدار ثلاثين عامًا ومنذ تأسيسها، أنجزت رواق أكثر من مائة مشروع ترميم، بما في ذلك المعالم الأثرية الكبرى في الجزء الداخلي القديم من القدس وتجديد الشوارع التاريخية في الجزء الداخلي من بيت لحم.

## الجوائز
حصلت مؤسسة رواق على عددٍ من الجوائز ومنها:
- 2006: جائزة دبي الدوليّة لأفضل الممارسات في مجال تحسين ظروف المعيشة.
- 2007: شهادة الحكم الصالح من منظمة الشفافية الفلسطينية - ائتلاف أمان.
- 2007: جائزة قطان للتميز من برنامج الثقافة والفنون لمؤسسة القطان.
- 2010: جائزة فلسطين الدوليّة للتميّز والإبداع.
- 2011: جائزة الأمير كلاوس.[4]
- 2012: جائزة كاري ستون للتصميم.
- 2013: جائزة آغا خان للعمارة.
- 2014:  جائزة هولسيم للبناء المستدام  [الإنجليزية] لمنطقة أفريقيا والشرق الأوسط.

## إصدارات
على مر السنين قام المركز بإصدار العديد من الكتب والأرشيفات، أشهرها:
| إسم العمل                                  | المؤلف                   | سنة النشر |
| ------------------------------------------ | ------------------------ | --------- |
| مطاحن فلسطين، حضارة سحقتها الثورة الصناعيّة | شكري عرّاف                | 2021      |
| رام الله، عمارة وتاريخ                     | نظمي الجعبة وخلدون بشارة | 2002      |
| سجل رواق للمباني التاريخية في فلسطين       | مركز رواق                | 2007      |

## وصلات خارجية
- الموقع الرسمي